# Welcome Italia
Welcome Italia S.p.A. est une société par actions italienne, fondée en 1998, spécialisée dans l'offre de services intégrés de télécommunication et de cloud computing dont la suite de services est destinée aux entreprises, des numéros de TVA et des professionnels, aux entreprises multinationales.

## Histoire
Welcome Italia spa été fondée par les frères Stefano et Giovanni Luisotti en 1998 et l'année suivante, en 1999, a obtenu la licence pour devenir opérateur téléphonique national.
En 2006, il a acquis une participation de 67% dans Vola S.p.A., une société basée à Viareggio qui propose des services d'envoi de SMS en masse.
Le 22 avril 2016, la société annonce l'acquisition de 51% de Colt Engine S.r.l., un opérateur de services d'hébergement et d'enregistrement de domaine Internet, qui est désormais devenu Host S.p.A. La même année, elle a également acquis 40% de NetResult S.r.l. qui propose des solutions VoIP, MoIP, Unified Communication and Collaboration et IoT.
En juin 2016, il a annoncé l'ouverture d'un deuxième datacenter à Montacchiello en plus de celui de Massarosa. Les deux datacenters sont liés par un anneau de fibre optique. En juillet 2016, Welcome Italia signe un accord avec TIM pour le lancement d'un opérateur virtuel Full MVNO sur son réseau dans le but de n'utiliser que le réseau de transport de l'ancien monopole . L' opérateur lancé par Welcome Italia s'appelle Vianova Mobile, dans la lignée de l'offre fixe dénommée Vianova.
Le 21 septembre 2016, Welcome Italia a acquis 51% de Qboxmail Srl, une société basée à Prato spécialisée dans l'offre de services de messagerie professionnels dans le cloud.

## Noter
1. ↑  « https://corporate.welcomeitalia.it/it/welcome-italia-in-numeri/ »
2. 1 2  « https://corporate.welcomeitalia.it/wp-content/uploads/sites/9/2018/06/Bilancio2017.pdf »
3. ↑  (it) « Note legali », sur www.welcomeitalia.it (consulté le 7 janvier 2019)
4. ↑  « Welcome Italia perfeziona l'acquisizione del 51% di Colt Engine », 22 aprile 2016
5. ↑  « Welcome Italia apre a Pisa e annuncia assunzioni », Società Editrice Toscana24, 23 giugno 2016
6. ↑  Welcome Italia: un altro Full MVNO in arrivo su rete TIM. Partiti i primi test
7. ↑  « Welcome Italia acquisisce il 51% di Qboxmail », Società Editrice Toscana24, 21 settembre 2016